# 金文起
金文起（김문기，1399年—1456年），原名金孝起，字汝恭，號白村，又號馬巖，朝鮮王朝時期官員、將領。

## 生平
本貫金寧金氏，1399年出生在忠清道沃川（今屬忠清北道）。1426年文科及第，但不久后因為父親逝世居喪三年，複出後任咸吉道都鎮撫，並兼知刑曹事、兵曹參議、刑曹參判等官職。
1455年，首陽大君（朝鮮世祖）篡奪端宗的王位。金文起與都中的成三問等人密謀推翻世祖。同謀的金礩向世祖告發此事，導致被捕。他在獄中拒絕承認參與密謀之事，最後被淩遲處死，夷滅家族，沒收家產，妻女賜給大臣為奴婢。
1791年（正祖十五年），朝鮮正祖為他恢復名譽，追贈諡號忠毅。